# L'allevatore di dinosauri ovvero L'uovo di pterodattilo
L'allevatore di dinosauri, ovvero L'uovo di pterodattilo è un romanzo di fantascienza scritto da Enrico Novelli, noto con lo pseudonimo di Yambo, nel 1926. Arricchito da 38 disegni dell'autore, uscì prima a puntate sul Giornale illustrato dei viaggi e in riduzione successiva alla morte dell'autore, nel 1947, per l'editore fiorentino Vallecchi e le illustrazioni di Gastone Rossini.

## Trama
Toscana, prima metà del XX secolo. Romeo Gualandi, farmacista e sindaco del paese di Roccalbegna sull'Amiata, è un appassionato dilettante di scienze naturali e fisico-chimica. Gualandi riceve un souvenir particolare da uno dei viaggi dell'amico Michele, reduce da viaggi avventurosi: un uovo fossile di pterodattilo, rinvenuto durante una spedizione in terre remote.
Determinato a far schiudere l'uovo risalente a sedici milioni di anni prima, Gualandi progetta un'incubatrice artigianale. L'uovo si schiude, dando alla luce un pulcino di pterodattilo, che il sindaco battezza "Piri-Piri".
L'animale, inizialmente piccolo e apparentemente innocuo, cresce rapidamente, rivelando un appetito vorace e un carattere indisciplinato. Le sue dimensioni e i suoi comportamenti bizzarri iniziano a causare scompiglio nel paesino: devasta orti, sbrana una pecora e fa strage nei pollai. Nonostante ciò, Romeo, affascinato dal successo del suo esperimento, si rifiuta di riconoscere la pericolosità della creatura, continuando a trattarla come un curioso progetto scientifico.
Le proteste dei contadini e le pressioni delle autorità costringono il sindaco a trasferire la creatura in una robusta gabbia di ferro imbarcata sul piroscafo Butterfly; ma il panico dell'equipaggio induce il capitano a liberarla al largo di Shanghai.
Comincia così un inseguimento rocambolesco che conduce Romeo attraverso la Cina, lo Yang-tze Kiang e l'India, finché il pterodattilo, ricondotto in Maremma, fugge di nuovo nella macchia. Durante una battuta di caccia il magnano Golia spara col suo vecchio trombone: l'esplosione scuote la foresta e Piri-Piri scompare. Nonostante ricerche febbrili, la carcassa non viene ritrovata.
Nell'epilogo, Romeo prepara una memoria scientifica e si ripromette di intraprendere nuove ricerche.

## Edizioni
- L'allevatore di dinosauri, in Giornale illustrato dei viaggi, con 38 disegni, a puntate, Milano, Sonzogno, 1926.
- L'allevatore di dinosauri, collana Fontelucente; Vallecchi per ragazzi, illustrazioni di Gastone Rossini, Firenze, Vallecchi, 1947, SBN TSA1518662.
- L'allevatore di dinosauri ovvero L'uovo di pterodattilo, Roma, Stampa alternativa, 1994.